# Maxim Künitz
Maxim Künitz (* 23. Dezember 1999 in Leipzig) ist ein deutscher Volleyballspieler.

## Karriere
Künitz begann seine Karriere beim SV Reudnitz. In der Saison 2017/18 spielte er mit den L.E. Volleys in der Zweiten Liga Süd. Danach war er beim SC Potsdam aktiv. Von dort wechselte er 2022 zum Nord-Zweitligisten TSGL Schöneiche. 2023 wurde der Mittelblocker vom Erstligisten Netzhoppers Königs Wusterhausen verpflichtet. Mit den Netzhoppers kam er in der Saison 2023/24 nicht über das DVV-Pokal-Achtelfinale und den letzten Platz in der Bundesliga hinaus. Auch 2024/25 spielt Künitz für den Verein.